# Rivière Swampy Bay
La rivière Swampy Bay est un affluent de la rive est de la rivière Caniapiscau dont le courant se déverse successivement dans la rivière Koksoak, puis dans la baie d'Ungava. La rivière Swampy Bay coule vers le nord dans le territoire non organisé de la rivière-Koksoak, dans le Nunavik, dans la région administrative du Nord-du-Québec, au Québec, au Canada.

## Géographie
Les bassins versants voisins de la rivière Swampy Bay sont :
- côté nord : lac Le Moyne, lac Colombet, lac Jogues, rivière False ;
- côté est : lac Wakuach, lac Dunphy ;
- côté sud : lac Petitsikapau (Labrador), lac Astray (Labrador) ;
- côté ouest : rivière Caniapiscau, rivière Goodwood.

D'une longueur de 250 km, la rivière Swampy Bay prend ses eaux de multiples sources au nord de Schefferville.
La rivière Swampy Bay coule généralement vers le nord-ouest en traversant plusieurs lacs, notamment : lac Le Fer, Wakuch, Otelnuk, Chakonipay, Castignon. Dans la partie inférieure, la rivière récupère la décharge (venant de l'est) d'un ensemble de lacs : Nachicapau, Le Moyne, Marcel et Hérodier.
La rivière Swampy Bay se déverse sur la rive est de la rivière Caniapiscau à 150 km au sud du village nordique de Kuujjuaq. Près de son embouchure, la Compagnie de la Baie d'Hudson avait établi un poste de traite des fourrures désigné « South River House » qui a été en exploitation de 1832 jusque vers 1880 ; puis, l'endroit fut désigné « Fort McKenzie » entre 1915 et environ 1924.

## Toponymie
De souche anglophone, l'appellation Swampy Bay signifie baie marécageuse, en se référant à l'une des baies du lac Wakuach (longueur : 44 km) qui constitue l'élargissement le plus important de la rivière Swampy Bay.
Dans son journal de 1820, l'explorateur James Clouston rapporte la description de ce cours d'eau : «... a large river... called Natwyastic...». En 1834, Erland Erlandson désigne ce cours d'eau nordique « Wausquash River », dans le journal de son expédition. L'appellation "Swampy Bay River" figure sur une carte imprimée en 1896, placée à la fin du rapport publié la même année par le géologue Albert Peter Low.
Le toponyme rivière Swampy Bay a été officialisé le 5 décembre 1968 par la Commission de toponymie du Québec.